# Ángel Espada
Ángel Espada est un boxeur portoricain né le 2 février 1948 à Salinas.

## Carrière
Passé professionnel en 1966, il remporte le titre vacant de champion du monde des poids welters WBA le 28 juin 1975 en battant aux points Clyde Gray. Espada conserve son titre face à Johnny Gant puis est battu par Pipino Cuevas le 17 juillet 1976. Il met un terme à sa carrière en 1981 sur un bilan de 44 victoires, 11 défaites et 4 matchs nuls.